# حمله متفقین به ایتالیا
حمله متفقین به ایتالیا (انگلیسی: Allied invasion of Italy) عملیات آبی خاکی متفقین جنگ جهانی دوم در سرزمین اصلی ایتالیا بود که از ۳ سپتامبر ۱۹۴۳ در طول نبرد ایتالیا (جنگ جهانی دوم) در جنگ جهانی دوم انجام شد. این عملیات توسط گروه ارتش پانزدهم ژنرال سر هارولد الکساندر (متشکل از ارتش پنجم آمریکایی ژنرال مارک دبلیو. کلارک و ارتش هشتم بریتانیا ژنرال برنارد لاو مونت‌گومری انجام شد و پس از تهاجم موفق متفقین به سیسیل انجام شد.